# Záluží u Budislavě
Záluží u Budislavě (německy Salusch bei Budislau) je malá vesnice, část obce Budislav v okrese Tábor v Jihočeském kraji. Nachází se asi 1,5 kilometru jihovýchodně od Budislavi. Je zde evidováno 23 adres. V roce 2011 zde trvale žilo 48 obyvatel.
Záluží u Budislavě je také název katastrálního území o rozloze 3,61 km².

## Historie
První písemná zmínka o vesnici pochází z roku 1362.

## Obyvatelstvo
| Rok            | 1869 | 1880 | 1890 | 1900 | 1910 | 1921 | 1930 | 1950 | 1961 | 1970 | 1980 | 1991 | 2001 | 2011 | 2021 |
| -------------- | ---- | ---- | ---- | ---- | ---- | ---- | ---- | ---- | ---- | ---- | ---- | ---- | ---- | ---- | ---- |
| Počet obyvatel | 182  | 149  | 175  | 168  | 151  | 159  | 143  | 113  | 107  | 99   | 67   | 50   | 46   | 48   | 39   |
| Počet domů     | 26   | 26   | 27   | 26   | 26   | 25   | 27   | 26   | 22   | 21   | 19   | 23   | 25   | 26   | 27   |

## Obecní správa
Při sčítání lidu v letech 1850–1879 Záluží u Budislavě bylo osadou obce Budislav v okrese Tábor. V letech 1880–1971 bylo samostatnou obcí, se kterým patřilo nejprve do okresu Tábor, ale v roce 1950 v okrese Soběslav a od roku 1960 opět v okrese Tábor. Od 26. listopadu 1971 je opět částí obce Budislav v okrese Tábor, kdy se konaly obecní volby.